# Dreadout
Dreadout es un videojuego de terror tipo videojuego independiente desarrollado y publicado por Digital Happiness, y distribuido por PT Digital Semantika Indonesia. Estará disponible para las plataformas Microsoft Windows, Mac OS X y Linux. El juego ha sido seleccionado para ser "Greenlit" en el servicio de Steam, conocido como Greenlight. Su lanzamiento está previsto para el 2014.

## Jugabilidad
En Dreadout, se juega desde una perspectiva en tercera persona. Su historia transcurre en Indonesia, específicamente en una ciudad abandonada. El juego hace uso de algunas mecánicas similares a las de la saga de videojuegos de Fatal Frame, pero con un toque más moderno. Linda, la protagonista principal del juego, utiliza aparatos modernos tales como teléfonos inteligentes y cámaras digitales de vídeo, con lo que le permite interactuar (o defenderse de) con varios tipos de fantasmas místicos, y ayudarla a resolver una serie de puzles. Cuando Linda muere en el juego, se despierta en la oscuridad, rodeada de velas con una luz brillante en la distancia. Al correr hacía la luz, Linda vuelve de regreso a la vida.
El juego contará con dos esquemas de control en primera y tercera persona, esto nos permitirá tener una visión más amplia del mapa. Sí el jugador decide utilizar la cámara digital, se entrará a una perspectiva en primera persona, la cual nos servirá para fotografiar y ver a través de ella.

## Trama
Un grupo de estudiantes de secundaria que se desvían de su viaje de vacaciones descubren una ciudad abandonada. Pronto se dan cuenta de que algo siniestro está a punto de suceder, algo místico está pasando. Linda, la protagonista, se da cuenta de que algo extraño le está sucediendo. Ella obtiene un poder espiritual, el cual le puede salvar la vida a ella y a la de sus amigos.